# 安雅·羅素法
安雅·羅素法（1989年1月3日—），來自俄羅斯聖彼得堡的模特兒。她是《全美超級模特兒新秀大賽》第十季的亞軍。2008年，安雅宣佈改回出生時的名字：安雅·羅素法（Anya Rozova），在此之前是使用安雅·岡（英語：Anya Kop）。

## 個人生平

### 參賽前
安雅於俄羅斯出生，後來被一個居住在美國夏威夷群島歐胡島檀香山的家庭領養。安雅十七歲時曾參與香奈兒、路易·威登及芬迪（Fendi）等品牌的非正式時裝秀。2007年，她於瓦伊帕胡高級中學畢業。畢業後，她當了一名售貨員。她曾為Russell Tanoue拍攝照片，Russell Tanoue稱讚她是「有前途的新面孔」。

### 全美超級模特兒新秀大賽
安雅在半準決賽面試時說她對模特兒行業充滿熱誠，所以參加全美超級模特兒新秀大賽。她於比賽中表現出色，曾五次首名入圍，平均入圍順序更拿下歷屆以來最優異的成績(2.64)，另外勝出三次小挑戰，分別獲得與評判尼祖·百克拍照、為檸檬味道的七喜拍攝廣告的機會及十萬美元、和蓋馬蒂洛（Gai Mattiolo）設計的晚裝。在最後兩強中，安雅與另一名參賽者惠妮·湯姆森為范思哲走秀，但評判認為她在臺上不夠惠妮突出，所以選了惠妮當冠軍，安雅屈居亞軍(但就整體表現來說，部份網友認為安雅才是第十季名副其實的冠軍。)

### 比賽經歷
安雅在比賽拿五次第一，也勝出多次小挑戰。
|      | 拍攝題材                   | 入圍名次 | 附註                    |
| 預賽 | 畢業紀念冊                 | 13/14    |                         |
| 1    | 無家可歸                   | 1/13     | 首名入圍                |
| 2    | 女性內衣照                 | 7/12     |                         |
| 3    | 肉類製品工業員             | 1/11     | 首名入圍                |
| 4    | 彩繪大特寫                 | 4/10     |                         |
| 5    | 音樂流派                   | 5/9      | 勝出小挑戰              |
| 6    | 水中藝術                   | 2/8      |                         |
| 7    | 準備上機團體照             | 1/7      | 首名入圍+勝出小挑戰     |
| 9    | 封面女郎化妝品廣告         | 3/6      | 當選封面女郎+勝出小挑戰 |
| 10   | 羅馬女裝設計師             | 3/5      |                         |
| 11   | 狗仔隊攝影黑白照           | 1/4      | 首名入圍                |
| 13-1 | 封面女郎眼睫毛液廣告及硬照 | 1/3      | 首名入圍                |
| 13-2 | 冠亞軍走秀                 | 2/2      | 亞軍                    |

### 賽後事業
安雅賽後再次與Russell Tanoue合作，為2008年4月30日出版的MidWeek雜誌拍攝封面及內頁照。其後她參加了V雜誌與Supreme模特兒公司合辦的模特兒選拔賽2008。
她其後更與Elite簽約。最近她與香港的模特兒公司 Style International Management 簽約，並在香港發展其模特兒事業。她曾在很多香港的時裝雜誌中任模特兒，《Jet》、《東方日報》、《Elle》等。

## 站外連結
- 安雅·羅素法在互联网电影资料库（IMDb）上的資料（英文）

| 前任： 珊圖·鍾斯 | 全美超級模特兒新秀大賽亚軍 第十季 | 繼任： 森瑪花·波特 |